# Neusäß
Neusäß (pronunciación en alemán: /ˈnɔɪ̯zɛs/ⓘ) es una ciudad en Baviera (Alemania) en el Distrito de Augsburgo.

### Ubicación
La ciudad se encuentra en el Noroeste de Augsburgo y limita con el parque natural de Augsburgo. Las poblaciones limítrofes son Gersthofen, Aystetten, Diedorf, Stadtbergen y Augsburgo.

### Barrios

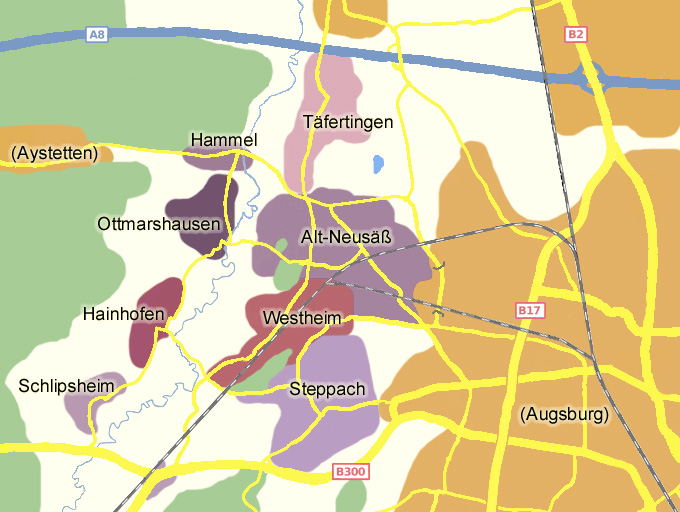
Mapa de Neusäß con los ocho barrios

Neusäß se compone de ocho barrios que anteriormente eran pueblos independientes. Estos son Alt Neusäß, Steppach, Westheim, Täfertingen, Ottmarshausen, Hainhofen, Hammel y Schlipsheim.
Los barrios se encuentran a ambos lados del río Schmutter. Este pequeño río discurre a través del valle Schmuttertal. Al Oeste del Schmuttertal se encuentran los barrios más pequeños Hammel (800 habitantes), Ottmarshausen (1600), Hainhofen (1000) y Schlipsheim (500). Al Este los barrios más grandes Täfertingen (1700), Alt Neusäß (8600), Westheim (3500) y Steppach (4000).
Neusäß es, básicamente, una zona residencial de Augsburgo.